# Carol Lewis
Carol Lewis (Birmingham (Alabama), Estados Unidos, 8 de agosto de 1963) fue una atleta estadounidense, especializada en la prueba de salto de longitud en la que llegó a ser medallista de bronce mundial en 1983. Es hermana del nueve veces campeón de oro olímpico Carl Lewis.

## Carrera deportiva
En el Mundial de Helsinki 1983 ganó la medalla de bronce en salto de longitud, con un salto de 7.04 metros, quedando por detrás de la alemana Heike Daute (oro con 7.27 metros) y de la rumana Anişoara Cuşmir, que ganó la plata con un salto de 7.15 metros.